# Gottfried Baist
Gottfried Baist (Ulfa, Hessen, 28 de febrer de 1853 — Friburg de Brisgòvia, 22 d'octubre de 1920) va ser un romanista i hispanista alemany, professor a la Universitat de Friburg de Brisgòvia.
Baist va estudiar a les universitats de Gießen i Múnic i viatjà per diversos països estudiant manuscrits per a la Monumenta Germaniae Historica. El 1880 va defensar la tesi doctoral a Erlangen, dirigida per Karl Vollmöller, sobre un tema d'hispanística: Alter und Textueberlieferung der Schriften Don Juan Manuels (publicada a Halle a. S. el 1880). Va treballar a la biblioteca d'aquesta universitat i el 1889 va presentar la tesi d'habilitació, amb Hermann Varnhagen, amb el títol Die Arabischen Hauchlaute und Gutturalen im Spanischen (Erlangen 1889). Des de 1891 i fins a 1918 fou catedràtic de filologia romànica a Friburg de Brisgòvia, com a successor de Fritz Neumann.
Va publicar edicions d'autors clàssics castellans (Juan Manuel), i una primerenca gramàtica històrica del castellà al Grundriss der romanischen Philologie (1888) de Gröber així com articles d'etimologia romànica.

## Publicacions
- Die spanische Sprache, in: Grundriss der romanischen Philologie, ed. Gustav Gröber, vol. 1, Estrasburg 1888, p. 689-714, 2a edició 1904, p. 878–915
- Die spanische Literatur, in: Grundriss der romanischen Philologie, ed. Gustav Gröber, vol 1, 2a part, Estrasburg 1897, p. 383-466, (segona edició augmentada: Estrasburg 1904-1906)
- Grammatik der Spanischen Sprache, Zweite verbesserte und vermehrte Auflage, Estrasburg 1906
- (ed.) Juan Manuel, El libro de la caza, Halle a. S. 1880, Hildesheim 1984
- (ed.) Antonio Muñoz, Aventuras en verso y prossa, Halle a. S. 1907